# Chevron (géomorphologie)
Pour les articles homonymes, voir Chevron.

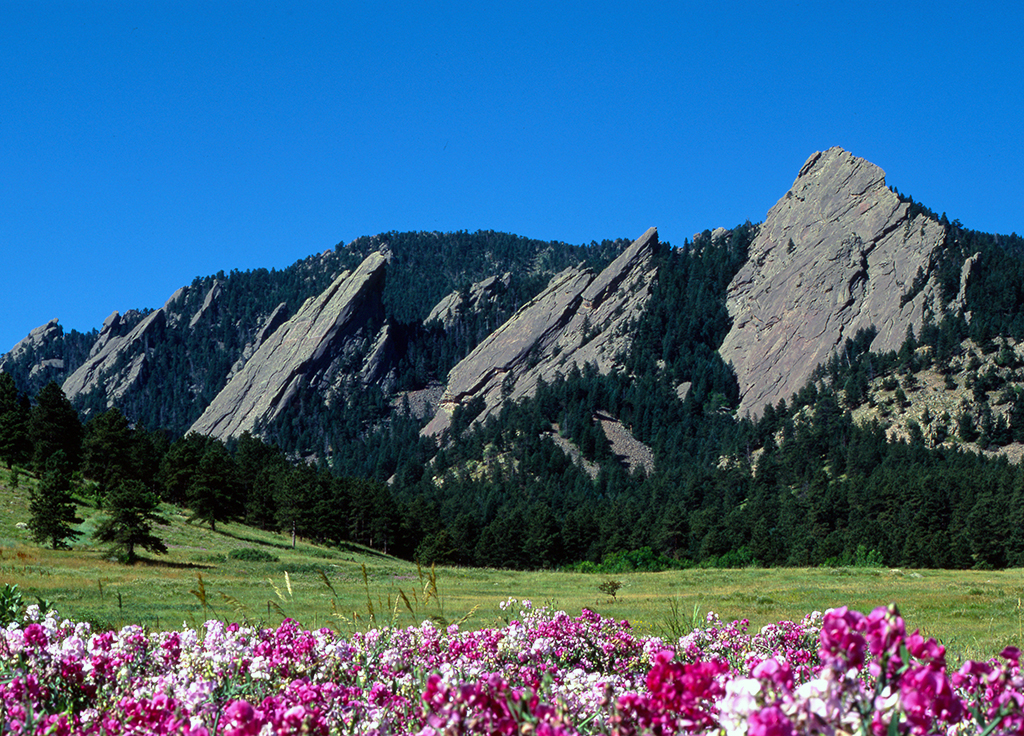
Vue des Flatirons dans le Colorado, la chaîne de montagne ayant donné son nom anglais aux chevrons.

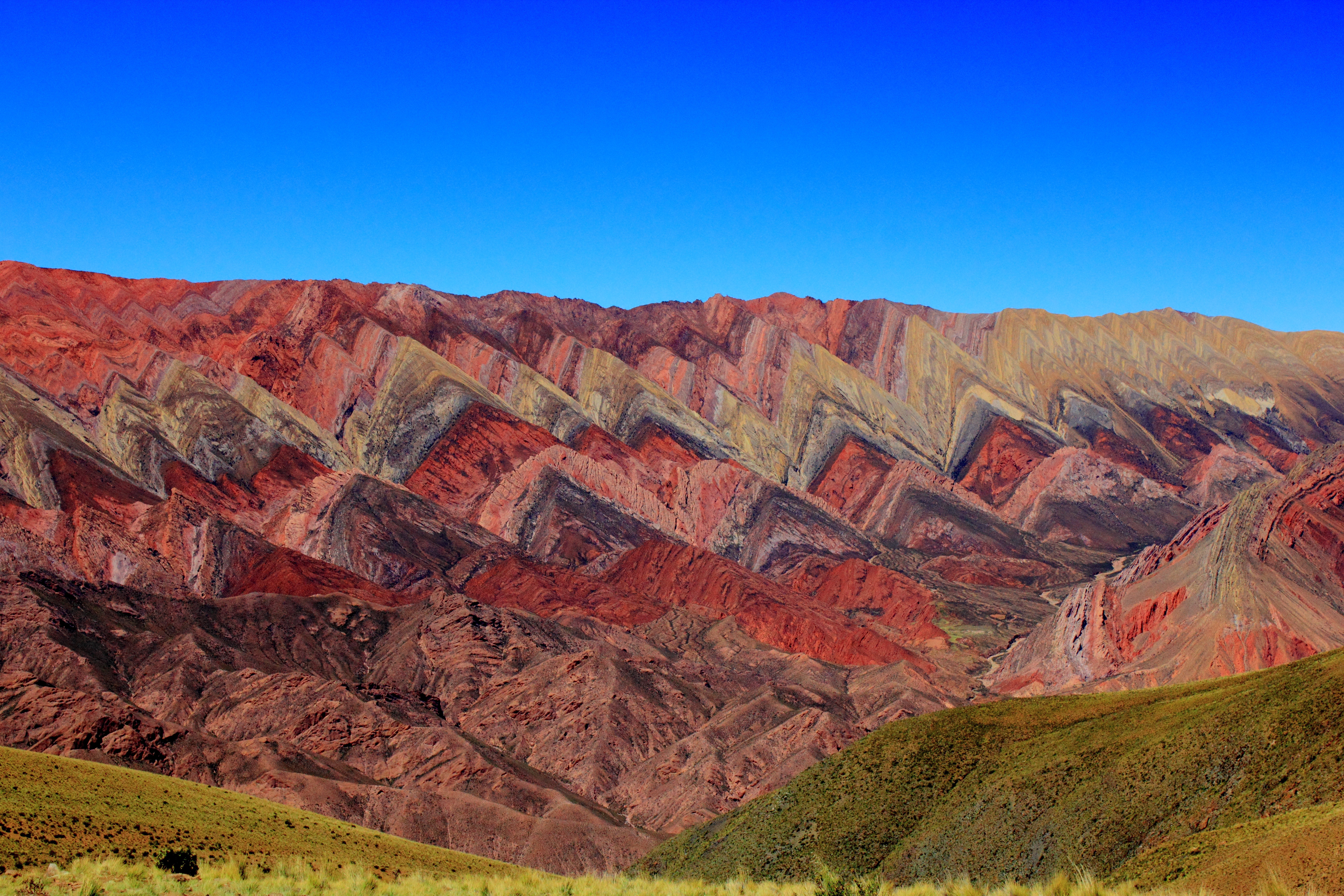
Chevrons colorés de la Serranía de Hornocal en Argentine.

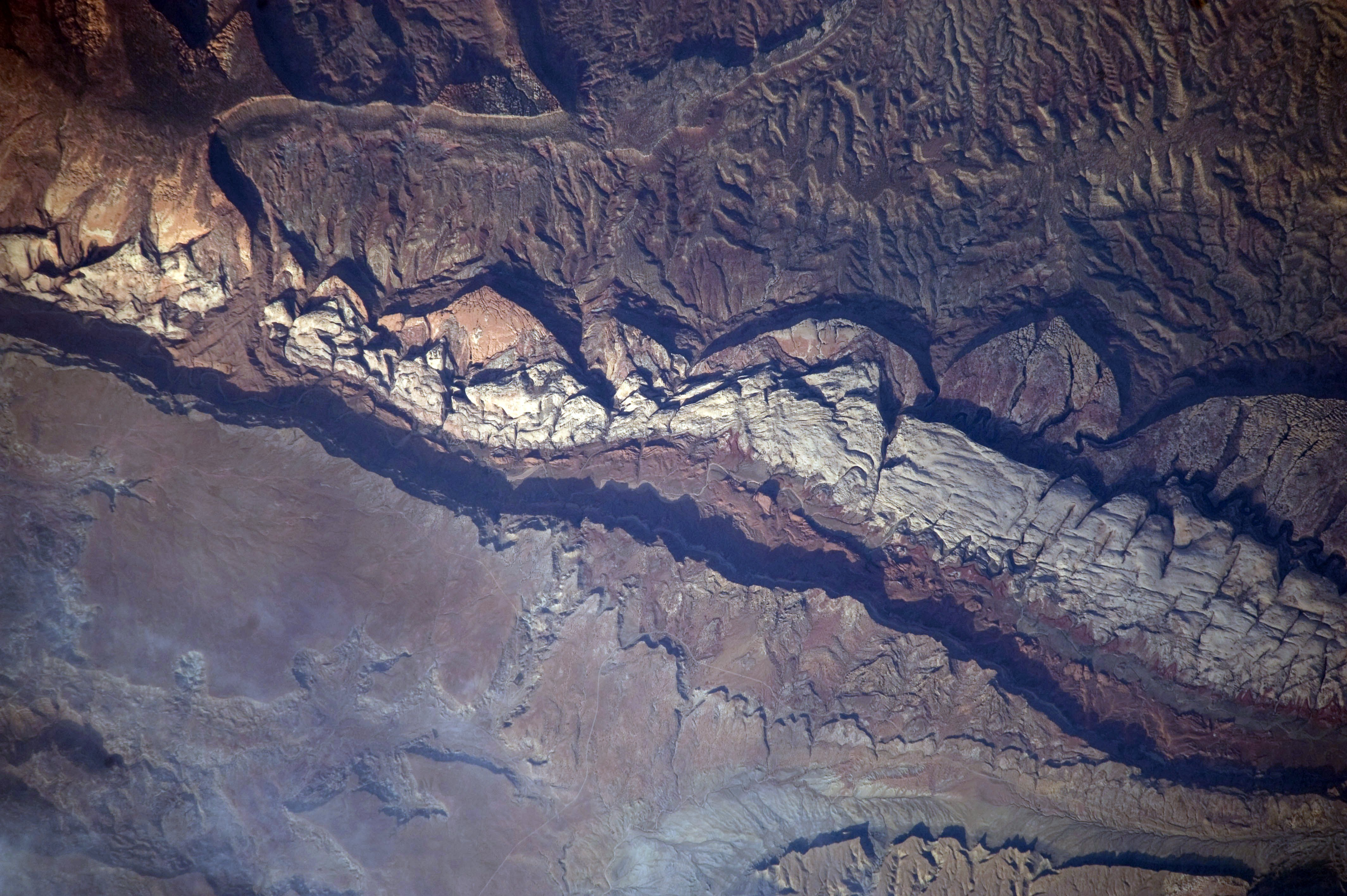
Photographie satellite des chevrons et plissements du Waterpocket Fold dans l'Utah.

Un chevron est en géomorphologie un type de relief lorsqu'une crête se présente, vu de dessus ou de face, sous la forme d'un « V » inversé. Cette forme dans le paysage se rencontre lorsque des couches géologiques plissées, inclinées et alternant différents degrés de dureté se retrouvent soumises à une érosion fluviale transversale à l'axe des plis,,. Un chevron n'est généralement jamais seul dans le paysage mais se présente par groupe aligné.
Par anthropocentrisme, certains chevrons ont été interprétés comme étant des constructions humaines, comme c'est le cas des pyramides de Bosnie en Bosnie-Herzégovine ou le site de Paratoari au Pérou.